# Palouse (Washington)
Pour les articles homonymes, voir Palouse.
Palouse est une ville située dans le comté de Whitman dans l'État de Washington, aux États-Unis. Elle comptait 998 habitants au recensement de 2010.

## Démographie
| Groupe            | Palouse | Washington | États-Unis |
| ----------------- | ------- | ---------- | ---------- |
| Blancs            | 94,4    | 77,3       | 72,4       |
| Métis             | 3,0     | 4,7        | 2,9        |
| Amérindiens       | 1,3     | 1,5        | 0,9        |
| Asiatiques        | 0,9     | 7,2        | 4,8        |
| Autres            | 0,4     | 9,3        | 19,0       |
| Total             | 100     | 100        | 100        |
|                   |         |            |            |
| Latino-Américains | 2,4     | 11,2       | 16,7       |

Selon l'American Community Survey, pour la période 2011-2015, 96,05 % de la population âgée de plus de 5 ans déclare parler anglais à la maison, alors que 3,34 % déclare parler l'espagnol et 0,61 % le français.